# Sommerstein (Steinernes Meer)
Le Sommerstein est une montagne culminant à 2 308 mètres d'altitude dans le massif des Alpes de Berchtesgaden, en Autriche.

## Géographie

### Situation
La montagne se situe au sud du Steinernes Meer, à côté du Schönegg, au-dessus de Saalfelden et Maria Alm.

## Ascension
Le sommet du Sommerstein est accessible en 30 minutes environ depuis le Riemannhaus. Des voies d'escalade exigeantes traversent les faces ouest et sud.